# Јово Бијелић
Јово Бијелић (Јасење, код Босанске Дубице, 18. фебруар 1914 — Београд, 25. мај 1986) био је учесник Народноослободилачке борбе, друштвено-политички радник СР Босне и Херцеговине и народни херој Југославије.

## Биографија
Рођен је 18. фебруара 1914. у Јасењу. Прије почетка Другог свјетског рата био је земљорадник. Члан Комунистичке партије Југославије (КПЈ) је од 1942.
У Народноослободилачку борбу је ступио 1941. Почетком рата, ступио је у Прву партизанску чету 2. батаљона 2. крајишког одреда. Истакао се у борбама као пушкомитраљезац на Крушковцу, Новоселцу, Веријама, Драксенићу, око Босанске Дубице, и др.
У нападу на Мраковицу, ликвидира непријатељске предстраже, заробљава пушкомитраљез. Његова десетина заробила је 20 усташа и велике количине оружја. У фебруару 1942. године, кад је непријатељ напредовао од Дубице према Приједору, својом десетином га је изненадио и натјерао на повлачење. Тада је Бијелић био теже рањен. Априла 1942. године, као митраљезац, учествовао је у ударној групи у нападу на Босанску Дубицу. Јово је бранио мост на Уни и није дао непријатељу да му пристигне појачање.
Маја 1942. године, у нападу на Приједор, Јово је био водник. Ликвидирао је упориште на жељезничкој станици, одузео бацаче од усташа и омогућио партизанима продирање у град. Потом је постао је замјеник командира чете.
При формирању 5. козарске бригаде био је замјеник командира 1. чете 2. батаљона. У свим борбама које је водила бригада на Бихаћу, Босанском Новом, Босанској Крупи истакао се као један од најхрабријих пушкомитраљезаца у јединици. Маја 1943. године на народном збору истакнут је као пример јунаштва. Са 5. козарском бригадом учествовао је у борбама против четника у централној Босни.
Марта 1944, био је постављен за политичког комесара Команде места у Скендер-Вакуфу и истовремено биран за члана Бироа Среског комитета КПЈ за Котор Варош. На тој је функцији остао до августа 1945, када је прешао у Народну милицију. Након тога је учествовао у акцијама на ликвидацији четничко-крижарских група око Бањалуке.
Пензионисан је у чину пуковника Народне милиције, након чега је такође био активан друштвено-политички радник.
Умро је 25. маја 1986. године у Београду, а сахрањен је у Бањалуци.
Носилац је Партизанске споменице 1941. и више других југословенских одликовања, међу којима су — Орден заслуга за народ са сребрним зрацима, Орден братства и јединства са сребрним венцем, два Ордена за храброст, Орден партизанске звезде са пушкама и Орден рада са сребрним венцем. Орденом народног хероја одликован је 23. јула 1952. године.